# Омельчук, Сергей Иванович
Сергей Иванович Омельчук(4 мая 1956, Демидовка, Ровенская область) — украинский журналист и общественный деятель. Заслуженный журналист Украины.
Член Национального союза журналистов Украины (1992), действительный член Евразийской академии телевидения и радио, член Всеукраинской организации журналистов «4 власть» (2015).

## Жизнеописание
Родился на Ривненщине. Высшее образование получил на факультете журналистики Киевского государственного университета имени Тараса Шевченко (1977—1982).
Работал в системе Госкомтелерадио УССР, был редактором Главной редакции для детей Республиканского телевидения, редактором, старшим редактором радиостанции «Молодая гвардия», заведующим отделом Главной редакции пропаганды Украинского радио, главным редактором предприятия «Укрреклама». С 1991-го — комментатор, впоследствии заведующий редакции общественно-политических передач Украинского радио Национальной радиокомпании Украины, заместитель генерального директора Международной коммерческой телерадиокомпании ICTV. В 2001—2010 генеральный директор Кировоградской ОГТРК, впоследствии-заместитель, первый заместитель генерального директора Киевской государственной региональной телерадиокомпании «Центральный канал» (2010—2015), с которой уволился в связи с выходом на пенсию. С июля 2016-го — генеральный директор ГП «Украинская студия телевизионных фильмов „Укртелефильм“».

## Творчество
Специализация в журналистике — политика, экономика, международные отношения, правовая тематика. Автор (соавтор) теле — и радиопередач, документальных и телефильмов «Степень риска», «Перезвон веков», «Миссия Евгения Чикаленко» и др. (последний фильм получил специальную награду и диплом лауреата на Всеукраинском фестивале «Калиновые острова-2005»).

## Общественная деятельность
Член главного жюри Телефестиваля «Открой Украину!» (2008, 2010), был членом совета генеральных директоров ОГТРК, секретарем НСЖУ. Член Общественного совета при. Национальном совете Украины по вопросам телевидения и радиовещания.

## Награды и премии
- Почетное звание «Заслуженный журналист Украины» (2008)[4].
- Награда Госкомтелерадио Украины «За заслуги в развитии информационной сферы» II, III степеней (2005, 2006).